# Макор Ришон
«Мако́р Ришо́н» (ивр. מקור ראשון‎, «Первый источник») — одна из крупнейших еженедельных израильских газет. Газета представляет религиозные и национальные круги, она связана с консервативными правыми израильскими партиями. Первоначально газету возглавляли светские писатели, но с годами газета стала более религиозной. «Макор Ришон» связан с позициями представителей поселенческого движения и считается, что она оказывает качественное влияние на верхушку партий «Ликуд» и «Еврейский Дом».

## История
«Макор Ришон» была основана в июле 1997 года, чтобы создать независимую газету, имеющую характер еврейского национального средства массовой информации, по инициативе лидеров общественного мнения в национальном лагере в Израиле. Газета была детищем её первоначального владельца, раввина Шмуэля Таля. Семья Листенберг, еврейская религиозная семья имеющая крупные позиции в алмазном бизнесе, базирующаяся в Бельгии и Тель-Авиве, финансировала основание газеты. Первым сотрудником и главным редактором газеты был журналист Меир Узиэль, к которому в дальнейшем присоединились журналисты Майкл Розолио и Йони Ариэль. Росолио был в прошлом репортером «Едиот Ахронот» и Второго управления телерадиовещания, а также одним из основателей радиостанции «Голос Красного моря». Йони Ариэль был экономическим редактором «The Jerusalem Post». Система была создана в отделениях «Israel Publications» в районе Гиват-Шауль в Иерусалиме и состояла из религиозных и светских журналистов и редакторов. В первые годы редакция газеты была в основном светской, в том числе журналистами газеты были Меир Узиэль и Офер Шапира.
С самого начала газета боролась за экономическое существование. Доходы были низкими, а экономическая ситуация ухудшалась, пока в конце октября 1999 года газета не закрылась, а владельцы объявили о банкротстве.
Через пять недель, в декабре 1999 года, Макор Ришон был восстановлен как компания под названием «Макор Ришон Ха-Хадаш» (новый первый источник), что позволило покупателю, доктору Майклу Каришу, пользоваться репутацией газеты, не неся долгов прошлого. Он владел газетой в течение четырех лет, до 2003 года, когда он продал ее бизнесмену Шломо Бен-Цви, а за Бен-Цви стоял британский еврейский филантроп Конрад Моррис. Это было создание первой в Израиле качественной газеты с еврейским духом при значительном расширении количества страниц и приложений, наборе уважаемых авторов и журналистов и переходе на широкий формат газеты (Broadshit).
До середины 2007 года «Макор Ришон» появлялась как еженедельник. 25 апреля 2007 года, вскоре после того, как Бен-Цви приобрел газету «Ха-Цофе», газеты были объединены, и ежедневное издание стало появляться под логотипом «Макор Ришон - Ха-Цофе». Редактором ежедневной газеты был назначен Йоав Сорек, а затем Ариэль Кахане. 23 сентября 2014 года был выпущен последний выпуск ежедневной газеты. С этой даты газета выходит только один раз в неделю по выходным.